# اناندپور سهیب
اناندپور سهیب (به انگلیسی: Anandpur Sahib) یک منطقهٔ مسکونی در هند است که در پنجاب (هند) واقع شده‌است.